# Alberto Martínez (cestista)
Alberto Martínez (16 agosto 1966) è un ex cestista messicano.

## Carriera
Con il Messico ha disputato due edizioni dei Campionati americani (1992, 1997).